# Acanalonia clarionensis
Acanalonia clarionensis är en insektsart som beskrevs av Van Duzee 1933. Acanalonia clarionensis ingår i släktet Acanalonia och familjen Acanaloniidae. Inga underarter finns listade i Catalogue of Life.